# Nufărul
Nufărul è un importante quartiere della città rumena di Oradea ubicato in direzione del centro termale di Baia Felix distante pochi chilometri e conosciuto già in epoca romana.
In molti punti del quartiere di Nufărul è possibile trovare ad una certa profondità del terreno grandi quantità di acqua calda. Sono attualmente in corso perforazioni per utilizzare questa risorsa a favore delle nuove costruzioni. 
Il termine Nufărul pare derivare da "Nufaro" che comprende piante acquatiche, affini alle ninfee, di cui una specie endemica della zona si sviluppa proprio grazie alle acque calde termali. 
Il quartiere è in piena espansione urbanistica ed ai suoi margini sono sorti importanti centri commerciali.